# Sportjahr 1870
Liste der Sportjahre

◄◄ | ◄ | 1866 | 1867 | 1868 | 1869 | Sportjahr 1870 | 1871 | 1872 | 1873 | 1874 | ► | ►►

Weitere Ereignisse

## Ereignisse

### Die zweiten Olympien
- 15. November: In Athen finden nach 1859 die zweiten Olympien statt, diesmal im Panathinaikon-Stadion, das ein Jahr zuvor im Auftrag der griechischen Regierung vom deutschen Archäologen und Bauforscher Ernst Ziller ausgegraben worden ist, und das Anastasios Metaxas für die Spiele provisorisch hergerichtet hat. Das Komitee der Olympien hat eine offizielle Satzung mit Inhalten erarbeitet, die später in ihren Grundzügen auch beim Internationalen Olympischen Komitee (IOC) wiederzufinden sind. Die genaue Festlegung der Feierlichkeiten beinhaltet Elemente, die noch heute bei Olympischen Spielen gebräuchlich sind, beispielsweise eine Eröffnungsrede oder die Ausrufung der Sieger unter Nennung des Namens mit musikalischer Begleitung. Auch alte Traditionen der Olympischen Spiele der Antike werden wieder aufgegriffen, wie der feierliche Eid, den die Sportler abzulegen haben. Alle Berichterstatter dieser Olympien, die von rund 25.000 Menschen besucht werden, äußern sich voll des Lobes über die Organisation und Leistungen der Athleten. Sporthistoriker bezeichnen diese Veranstaltung als den bis dahin weltweit ernsthaftesten Versuch eines bedeutsamen interdisziplinären Sportfestes.

### Alpinismus
- Der Luckenkogel wird im Rahmen einer Vermessung erstmals bestiegen.

### Ballsport
- Georg Weber führt in Deutschland das Faustballspiel als Ausgleichssport zum Turnen ein.
- The Football Association begrenzt die Anzahl der Spieler bei einem Fußballspiel auf elf.

### Golf

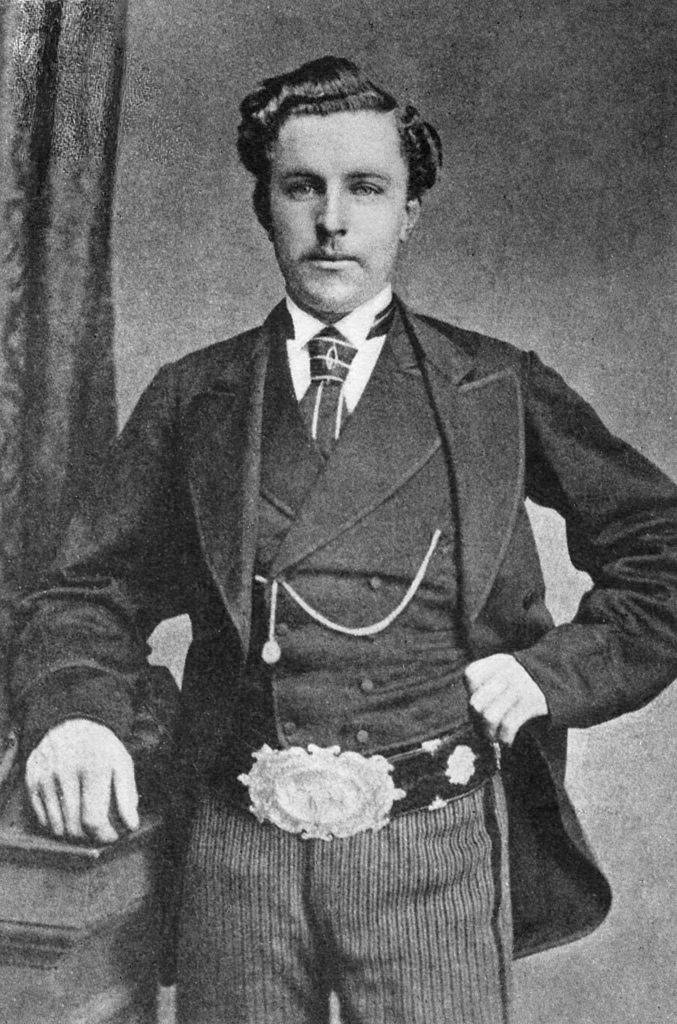
Young Tom Morris mit dem Championship-Gürtel

- Young Tom Morris gewinnt zum dritten Mal in Folge The Open Championship im Golf. Damit geht der Championship Belt, die Siegestrophäe, in seinen Besitz über.

### Rudern / Segeln
- 6. April: Cambridge gewinnt zum ersten Mal seit 1860 wieder das Boat Race gegen Oxford in der Zeit von 22′04″.
- 8. August: Der nach der Yacht America benannte America’s Cup wird erstmals unter diesem Namen ausgetragen und vom New York Yacht Club gewonnen.

### Vereinsgründungen

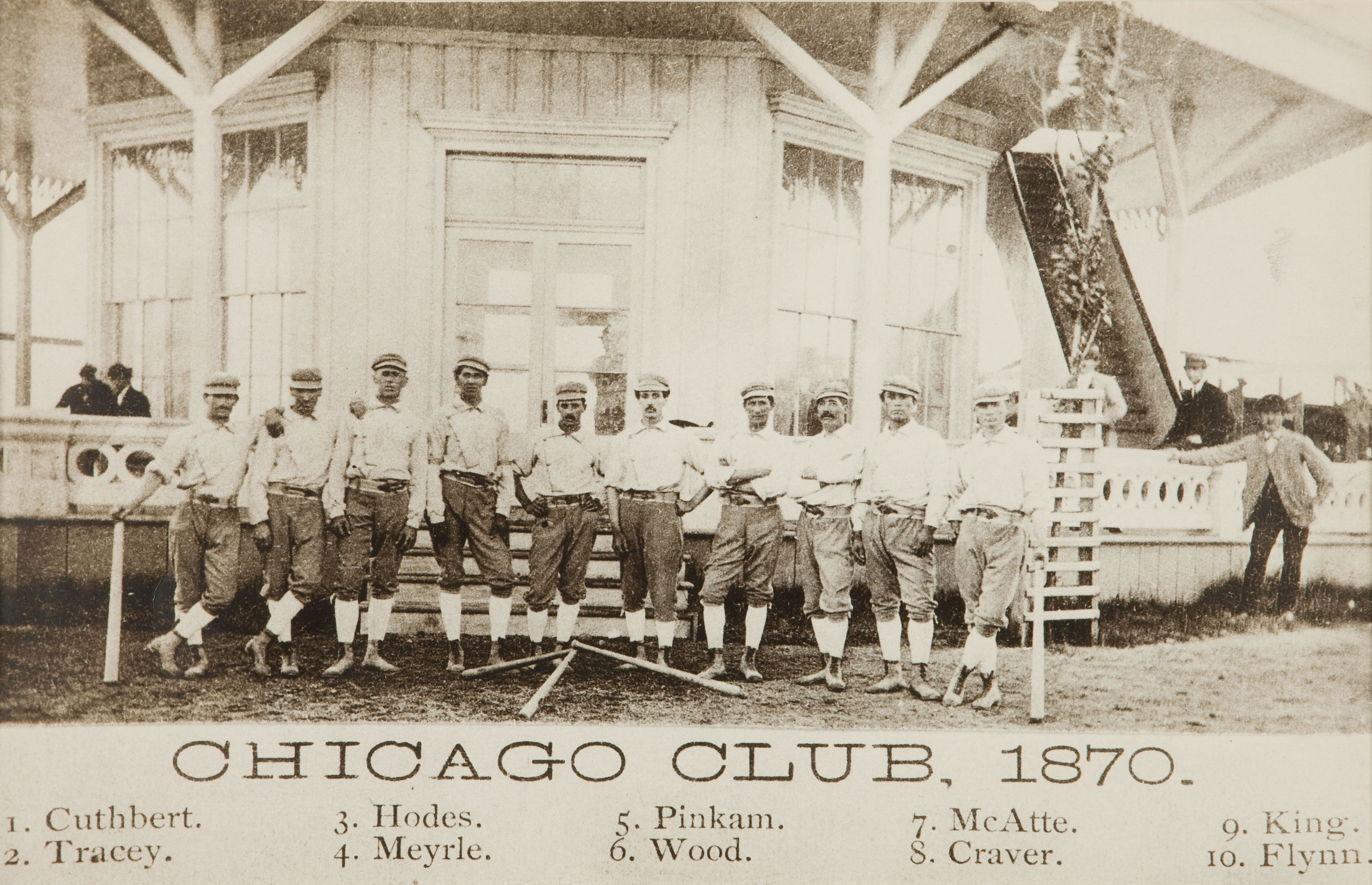
Die White Stockings 1870

- Die Baseball-Mannschaft Chicago Cubs wird unter dem Namen Chicago White Stockings gegründet. Am 29. April spielen sie ihr erstes Spiel.

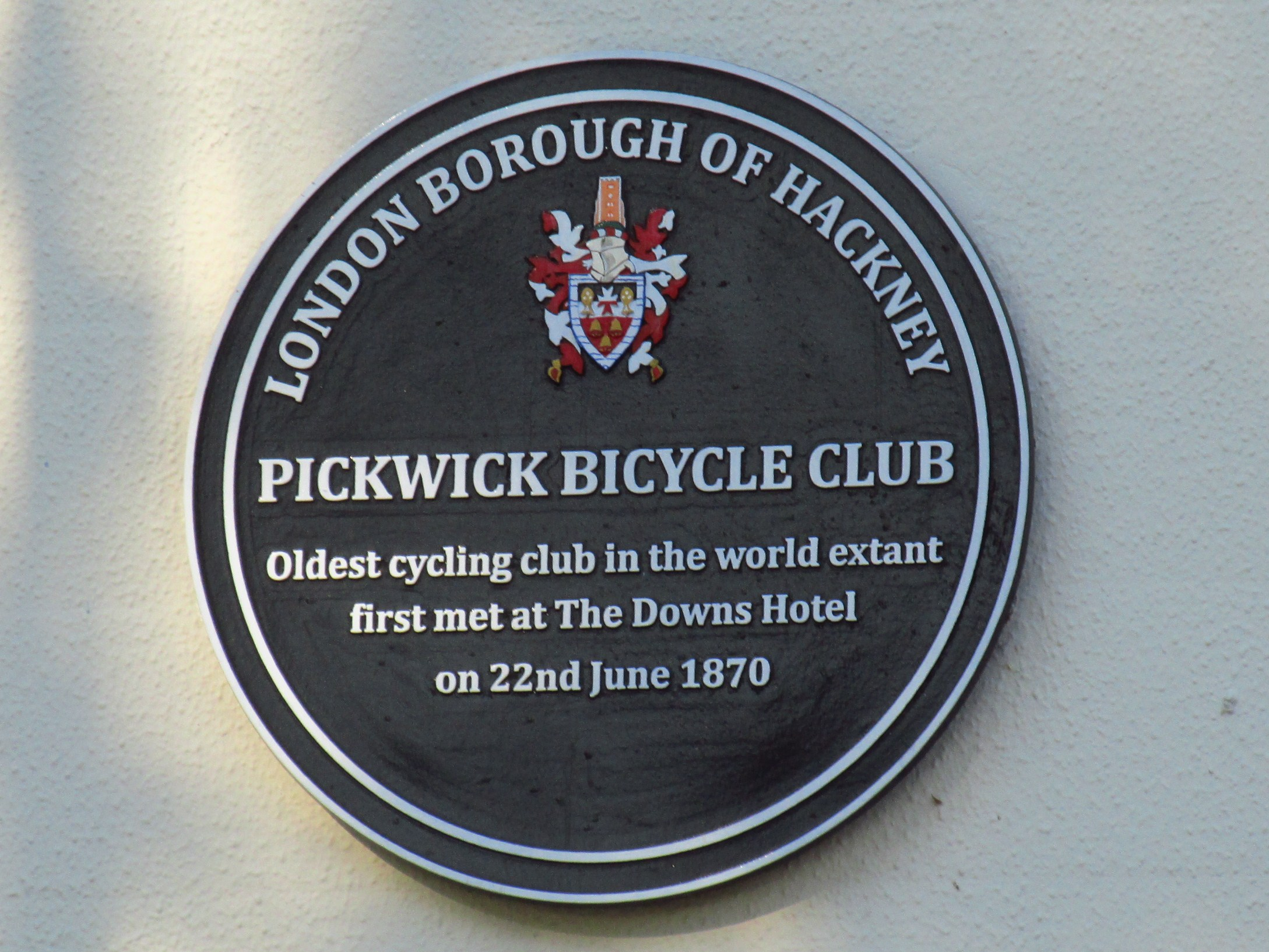
Tafel zur Erinnerung an die Gründung des Pickwick Bicycle Clubs

- 22. Juni: Der Pickwick Bicycle Club wird im Londoner Stadtteil Hackney von sechs Hochradfahrern in London gegründet. Der Name Pickwick bezieht sich auf einen Roman des kurz zuvor verstorbenen Charles Dickens.

- Der Stranraer Football Club, der drittälteste Fußballclub in Schottland, wird gegründet.

## Geboren

### Januar bis April
- 02. Januar: Camillo Müller, österreichischer Fechter und Sportfunktionär († 1936)
- 06. Januar: Gilbert Laws, britischer Segler († 1918)
- 23. Januar: Ole Sæther, norwegischer Sportschütze († 1946)
- 24. Januar: Herbert Kilpin, englischer Fußballspieler und -trainer, Mitbegründer des AC Milan († 1916)
- 26. Januar: Constant Huret, französischer Radrennfahrer († 1951)

- 04. Februar: Constant van Langhendonck, belgischer Reiter († 1944)
- 12. Februar: James Graham, US-amerikanischer Sportschütze († 1950)
- 13. Februar: John Rhodes, britischer Segler († 1947)
- 15. Februar: Maurice Blood, britischer Sportschütze († 1940)
- 16. Februar: Tony Smet, belgischer Fechter († ?)
- 18. Februar: Robert Murray, britischer Sportschütze († 1948)

- 03. März: Berthold Küttner, deutscher Ruderer († 1953)
- 03. März: Géza Maróczy, ungarischer Schachspieler († 1951)
- 04. März: Verner Järvinen, finnischer Leichtathlet († 1941)
- 14. März: Prosper Bruggeman, belgischer Ruderer († 1939)
- 17. März: Georg Drescher, deutscher Sportler († 1938)
- 00. März: Leonie Taylor, US-amerikanische Bogenschützin († 1936)

- 02. April: Walter Chaffe, britischer Tauzieher († 1918)
- 08. April: Leonard Lagerlöf, schwedischer Sportschütze († 1951)
- 08. April: John Paine, US-amerikanischer Sportschütze († 1951)
- 12. April: Jakob Koch, deutscher Ringerweltmeister († 1918)
- 14. April: Syd Gregory, australischer Cricketspieler († 1929)
- 28. April: August Schmierer, deutscher Rugbyspieler († ?)

### Mai bis August
- 03. Mai: Henri Bouckaert, französischer Ruderer († 1912)
- 05. Mai: Louis Vernet, französischer Bogenschütze († 1946)
- 07. Mai: Charles MacLeod-Robertson, britischer Segler († 1951)
- 11. Mai: Henry Sears, US-amerikanischer Sportschütze († 1920)

- 03. Juni: Oskar Bye, norwegischer Turner († 1939)
- 05. Juni: Bernard de Pourtalès, Schweizer Segler († 1935)
- 07. Juni: Gus Voerg, US-amerikanischer Ruderer († 1944)
- 08. Juni: James Baxter, britischer Segler († 1940)
- 15. Juni: Maud Barger-Wallach, US-amerikanische Tennisspielerin († 1954)
- 16. Juni: Levegh, französischer Automobilrennfahrer († 1904)
- 23. Juni: William Robinson, britischer Schwimmer († 1940)
- 27. Juni: Clarence Hobart, US-amerikanischer Tennisspieler († 1930)

- 29. Juli: George Dixon, kanadischer Boxer, erster schwarzer Weltmeister der Geschichte († 1908)
- 09. August: Anton Huber, deutscher Radrennfahrer († 1961)
- 10. August: Claude Loraine-Barrow, britischer Automobilrennfahrer († 1903)
- 14. August: Louis Potheau, französischer Segler († 1955)
- 23. August: Walter Tammas, britischer Tauzieher († 1952)
- 24. August: Conrad Böcker, deutscher Turner († 1936)
- 25. August: Ruth Winch, englische Tennisspielerin († 1952)
- 29. August: Jack Sullivan, US-amerikanischer Lacrossespieler († unbekannt)
- 31. August: George Eyser, US-amerikanischer Turner († 1919)

### September bis Dezember
- 16. September: John Pius Boland, irischer Jurist, erster Olympiasieger im Tennis († 1955)
- 19. September: Wilfred Blatherwick, US-amerikanischer Tennisspieler († 1956)
- 19. September: John Joseph Buerger, US-amerikanischer Ruderer († 1951)
- 22. September: Charlotte Cooper, britische Tennisspielerin († 1966)
- 23. September: Jean Cariou, französischer Vielseitigkeits- und Springreiter († 1951)
- 26. September: Albert Grisar, belgischer Segler († 1930)

- 15. Oktober: Robert de Vogüé, französischer Geschäftsmann, Funktionär, Politiker und Marineoffizier († 1936)
- 18. Oktober: John Downes, britischer Segler († 1943)
- 18. Oktober: Josiah Ritchie, englischer Tennisspieler († 1955)
- 22. Oktober: Henri Debreyne, französischer Turner († unbekannt)
- 000Oktober: Charles Murphy, US-amerikanischer Radfahrer und Weltrekordler († 1950)

- 16. November: Ambrogio Robecchi, italienischer Radrennfahrer († 1963)
- 21. November: Sigfrid Edström, schwedischer Unternehmer und Sportfunktionär († 1964)
- 24. November: John Dietz, US-amerikanischer Sportschütze († 1939)
- 30. November: Alexander Munro, britischer Tauzieher († 1934)

- 07. Dezember: Clément Dorlia, französischer Ruderer († 1942)
- 15. Dezember: Hugo Sällström, schwedischer Segler († 1951)
- 22. Dezember: Julius Körner, deutscher Ruderer († 1954)
- 25. Dezember: Lloyd Hildebrand, britischer Radsportler († 1924)
- 27. Dezember: Georg Hax, deutscher Wasserspringer, Wasserballspieler, Kunstturner und Sportfunktionär († 1952)
- 28. Dezember: Ole Holm, norwegischer Sportschütze († 1956)
- 29. Dezember: Albert Amrhein, deutscher Rugbyspieler († 1945)

### Genaues Geburtsdatum unbekannt
- Charles Beachcroft, britischer Cricketspieler († 1928)
- Matteo Ceirano, italienischer Automobilrennfahrer und Unternehmer († 1941)
- Domingo Mendy, uruguayischer Fechter († unbekannt)
- Menelaos Sakorafos, griechischer Säbelfechter und Ruderer († 1943)